# Stortjärnen (Ramsjö socken, Hälsingland, 690517-149365)
Stortjärnen är en sjö i Ljusdals kommun i Hälsingland och ingår i Ljusnans huvudavrinningsområde.